# タイガー・コネクション
『タイガー・コネクション』（たいがー・こねくしょん、原題：洗黑錢、英題：Tiger Cage 2）は1990年制作の香港アクション映画。ユエン・ウーピン監督、ドニー・イェン、ロザムンド・クワン、デヴィッド・ウー、ロビン・ショウ出演。アクション指導にはウーピン監督の実弟であるユエン・チョンヤン、ユエン・シュンイーのほか、フィリップ・コクや主演をつとめたドニー・イェンも参加している。
原題の『洗黑錢』とは中国語でマネーロンダリングの意味。日本未公開作として1992年にVHSで発売。DVD化は長らくされなかったが、ビデオ発売から23年後の2015年4月28日にパラマウント ジャパンより『タイガー・コネクション デジタル・リマスター版』の邦題で日本語字幕付き国内正規盤がリリースされた。

## ストーリー
家庭を顧みずに離婚を切りだされてしまった元刑事のドラゴン（ドニー・イェン）は、妻と離婚弁護士マンディ（ロザムンド・クワン）の事務所にいた。同じ時、ロスからマネーロンダリングする700万ドルをケン（ディクソン・リー）とともに香港に運んできたのはデビッド（デヴィッド・ウー）。その資金洗浄を請け負っていた弁護士のワイズ（ロビン・ショウ）は金を強奪し彼らに罪を着せるため2人を襲い、金の入ったカバンを持って逃亡するケンは辿り着いたマンディの車で息絶える。
その場にいたドラゴンと事件に巻き込まれたマンディだが自宅に戻るとルームメイトのペティー（ドゥドゥ・チェン）の遺体を発見してしまう。自分の秘密を知った恋人のキャロルを殺害するため殺し屋を差し向けたワイズは見つからない大金をマンディが持っていると思い彼女の行方を捜索。遺体発見時一緒にいたために殺人の容疑者として指名手配されたドラゴンとマンディは警察とマフィアから追われる身となってしまった。一方ワイズに裏切られたデビッドは2人と接触、事情を話すうちケンの隠した金のありかを一緒に捜すことになる。

## キャスト
- ドニー・イェン（甄子丹） - ドラゴン・ヤウ
- ロザムンド・クワン（關之琳） - マンディ・チャン
- デヴィッド・ウー（吳大維） - デビッド・ウン
- ロビン・ショウ（仇雲波） - ウィルソン・ワイズ
- シンシア・カーン（楊麗青） - ヨン警部
- ドゥドゥ・チェン（鄭裕玲） - ペティー
- ロー・リエ（羅烈） - マフィアのボス、チウ
- ディクソン・リー（李家聲） - ケン
- ジョン・サルヴィッティ（John Salvitti） - 日本刀でドラゴンと戦う男
- マイケル・ウッズ（Michael Woods） - 手を縛られたドラゴンと倉庫で戦う男
- 周景揚 - ドラゴンの元同僚、タク
- 梁林玲 - 女刺客ラウ

## 解説
この映画の後半のアクションであるドニー・イェン対ジョン・サルヴィッティとの日本刀バトルと、マイケル・ウッズとの倉庫でのバトル。そのふたつのアクション振り付けを担当したドニー・イェンによると、マイケルとの戦いにおいて鎖で手を縛るというアイディアは自ら考案した。しかし手の自由がないと簡単なキックがとてつもないハードワークとなってしまい撮影は困難であった。なるべく本当に蹴っているように見せなくてはならないのに、ほんの少しズレただけで相手とのギャップが分ってしまう。後から思えばカメラのアングルを少し変えることで解決したことだったが、ウーピン監督はカメラを固定したままで、少しでもそのギャップがあると何度でもNGを出したという。
またこのバトルの相手であるマイケル・ウッズへの2012年に行われたインタビューで、彼は「このシーンのためのリハーサルはなく2晩で仕上げた」と話した。「ドニーはプロだからどんな状況下でも戦えるんだ」。そしてもう一度ドニーとのファイトを見る事は出来るか？という質問には「カムバックする予定はない」と答えている。
過去海外向けに出荷されたものには、ドニーとロビン・ショウとのラストファイトに代わり、警察が現場に踏み込み刑事であるシンシア・カーンとロビン・ショウとのファイトに差し替えられ、彼女がロビンを逮捕し連行するところを捉えたエンディングのバージョンがある。